# St. Maria Königin vom hl. Rosenkranz (Bleckede)

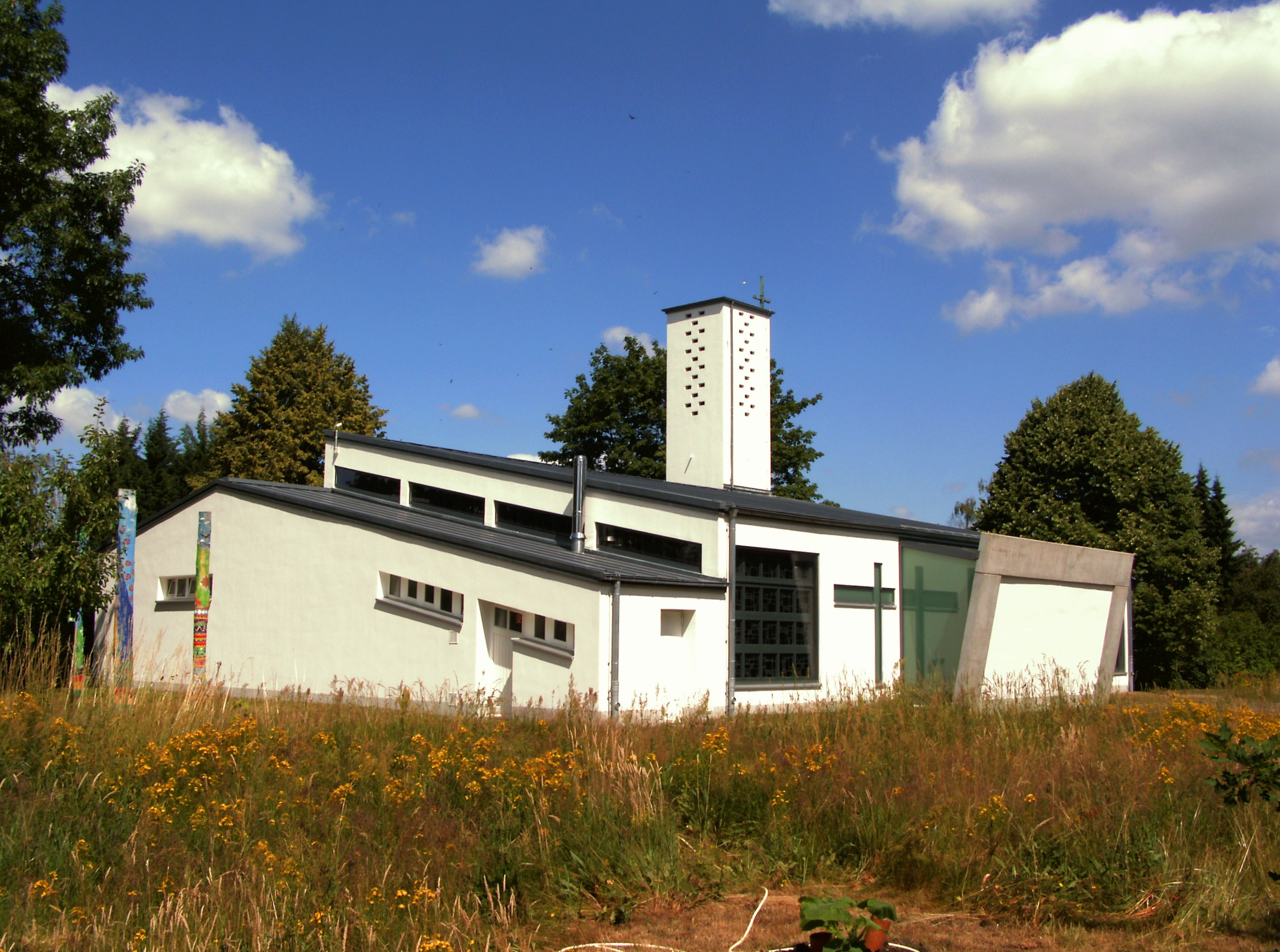
Kirche

St. Maria Königin vom hl. Rosenkranz, auch kurz St. Maria vom Rosenkranz oder St. Maria Königin genannt, ist die römisch-katholische Kirche in Bleckede, einer Stadt im Landkreis Lüneburg in Niedersachsen. Das nach dem Marientitel Königin vom heiligen Rosenkranz benannte Gotteshaus ist die nördlichste Kirche im Dekanat Lüneburg und gehört als Pfarrkirche zum Bistum Hildesheim.

## Geschichte
Im Fürstentum Lüneburg, zu dem Bleckede damals gehörte, führte Ernst I. ab 1527 die Reformation ein. Dadurch wurden die Bevölkerung und die Jacobikirche, die bis dahin zum Bistum Verden gehörten, protestantisch. In Bleckede wurde 1534 mit Carsten Eickenrodt erstmals ein evangelischer Geistlicher erwähnt.
Durch die Flucht und Vertreibung Deutscher aus Mittel- und Osteuropa 1945–1950 kamen wieder Katholiken in größerer Zahl nach Bleckede. Zunächst fanden katholische Gottesdienste in der evangelischen Jacobikirche durch Geistliche der Pfarrvikarie Lüneburg-Land, ab Ende 1950 durch Geistliche der Pfarrvikarie
Dahlenburg statt.
Am 12. Mai 1968 erfolgte die Konsekration der neuerbauten Kirche durch Bischof Heinrich Maria Janssen, als Filialkirche der Kirchengemeinde St. Michael in Dahlenburg.
2002 wurde die Kirche zur Pfarrkirche erhoben, und ihr die Kirchen St. Michael in Dahlenburg und Mariä Himmelfahrt in Neuhaus als Filialkirchen zugeordnet. 2005/06 erfolgte eine Renovierung und Umgestaltung der Kirche durch den Hamburger Architekten Karsten Holst, dabei wurde die Rückwand hinter dem Altar etwas nach außen versetzt. Vom 17. Dezember 2006, dem 3. Adventssonntag, an wurde die Kirche wieder für Gottesdienste genutzt. Die offizielle Wiedereinweihung folgte am 27. Januar 2007. Seit 2016 ist der Pfarrer von St. Marien in Lüneburg offiziell auch Pfarrer der Pfarrei St. Maria Königin vom hl. Rosenkranz.

## Architektur und Ausstattung
Die in rund 10 Meter Höhe über dem Meeresspiegel gelegene geostete Kirche steht auf dem Grundstück Auf dem Kamp 5. Sie wurde nach Plänen des Diözesanbauamtes unter der Leitung von Josef Fehlig errichtet, ausgeführt als Beton-Fertigteilkirche mit Turm. In ähnlicher Ausführung entstanden auch die Kirchen Heilig Geist (Markoldendorf) (1967), Maria Königin der Apostel (Coppenbrügge) (1968) und Heilig Kreuz (Isernhagen) (1970/71), die inzwischen profaniert wurden.
Bemerkenswert sind die im Innenraum der Kirche angebrachten 14 großformatigen Holztafeln mit biblischen Motiven, sie wurden 1991/92 vom polnischen Künstler Jaroslav Swart geschaffen. Im Turm hängen zwei Bronzeglocken der renommierten Glockengießerei Otto aus Hemelingen/Bremen. Die Glocken wurde 1969 gegossen; sie haben die Schlagtöne c'' und d'' und die Durchmesser 743 mm und 662 mm.